# Jeanne d'Arc (R97)
«Жанна д'Арк» (фр. Jeanne d'Arc (R97))) — французький вертольотоносець 1960-2010-х років. Це шостий корабель з такою назвою у ВМС Франції.

## Історія створення
Вертольотоносець «Жанна д'Арк» був закладений 7 серпня 1960 року на верфі Брестського арсеналу під іменем «La Résolue», оскільки на той час у строю залишався крейсер Жанна д'Арк 1930 року випуску. Спущений на воду 30 вересня 1961 року, вступив у стрій 16 липня 1964 року і був перейменований на «Жанна д'Арк», оскільки його попередник на той час був виключений зі списків флоту.

## Конструкція
Вертольотоносець «Жанна д'Арк» мав ангар 36 x 20 x 5 м, над яким розміщена польотна палуба (78 x 24 м). За необхідності розмір ангара може бути збільшений на 25 м шляхом демонтажу переборок та обладнання в суміжних приміщеннях, де зазвичай розміщувались курсанти, завдяки чому авіагрупа збільшувалась з 4 до 8 машин.
Силова установка складалась з 4 котлів та 4 турбін «Rateau-Bretagne» потужністю 29 400 к.с. (у форсованому режимі 40 000 к.с.), яка забезпечувала швидкість до 27 вузлів.
Озброєння складалось з чотирьох 100-мм гармат (у 2000 році 2 гармати були демонтовані) та чотирьох 12,7-мм кулеметів. У 1974 році на кораблі були змонтовані 6 пускових установок для ракет Exocet
.
Авіагрупа початково складалась з 4 вертольотів Super Frelon (у воєнний час збільшувалась до 8 машин), озброєних протичовновими торпедами та глибинними бомбами. Пізніше їх замінили на Westland Lynx та Sud-Aviation SA 316 Alouette III.

## Історія служби
Вертольотоносець «Жанна д'Арк» у мирний час використовувався як навчальний корабель для підготовки молодшого командного складу флоту. У воєнний час корабель міг використовуватись як вертольотоносець протичовнової оборони, десантний корабель (в цьому варіанті він міг брати на борт 700 осіб десанту), корабель управління з'єднанням чи висадкою десанту.
За час служби корабель здійснив 45 походів по 6 місяців кожен, підготував 6 400 офіцерів. Він неодноразово брав участь у рятувальних операціях після стихійних лих (ураганів, цунамі, землетрусів), зокрема, після урагану Мітч у 1998 році.
У 2008 році «Жанна д'Арк» брав участь у антипіратських діях в Аденській затоці
У 2009 році корабель розпочав свій останній похід, під час якого відвідав країни Африки, Південної та Північної Америки, здійснивши заходи в Касабланку, Дакар, Ріо-де-Жанейро, Вальпараїсо, Нью-Йорк, Квебек, Сен-П'єр і Мікелон (загалом 9 країн). У цьому поході на кораблі пройшли вишкіл 103 курсанти .
Корабель повернувся у Брест 10 травня 2010 року, і 7 червня того ж року виведений в резерв. 1 вересня корабель був виключений зі списків флоту
У 2014 році було прийняте рішення утилізувати корабель у Бордо. Вартість утилізації становитиме 11,5 млн. євро.

## Галерея

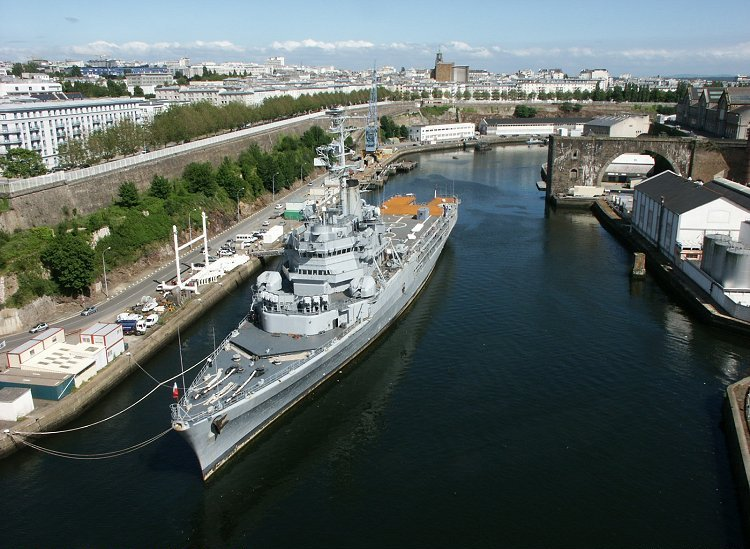
«Жанна д'Арк» в Ьресті, 2003 рік
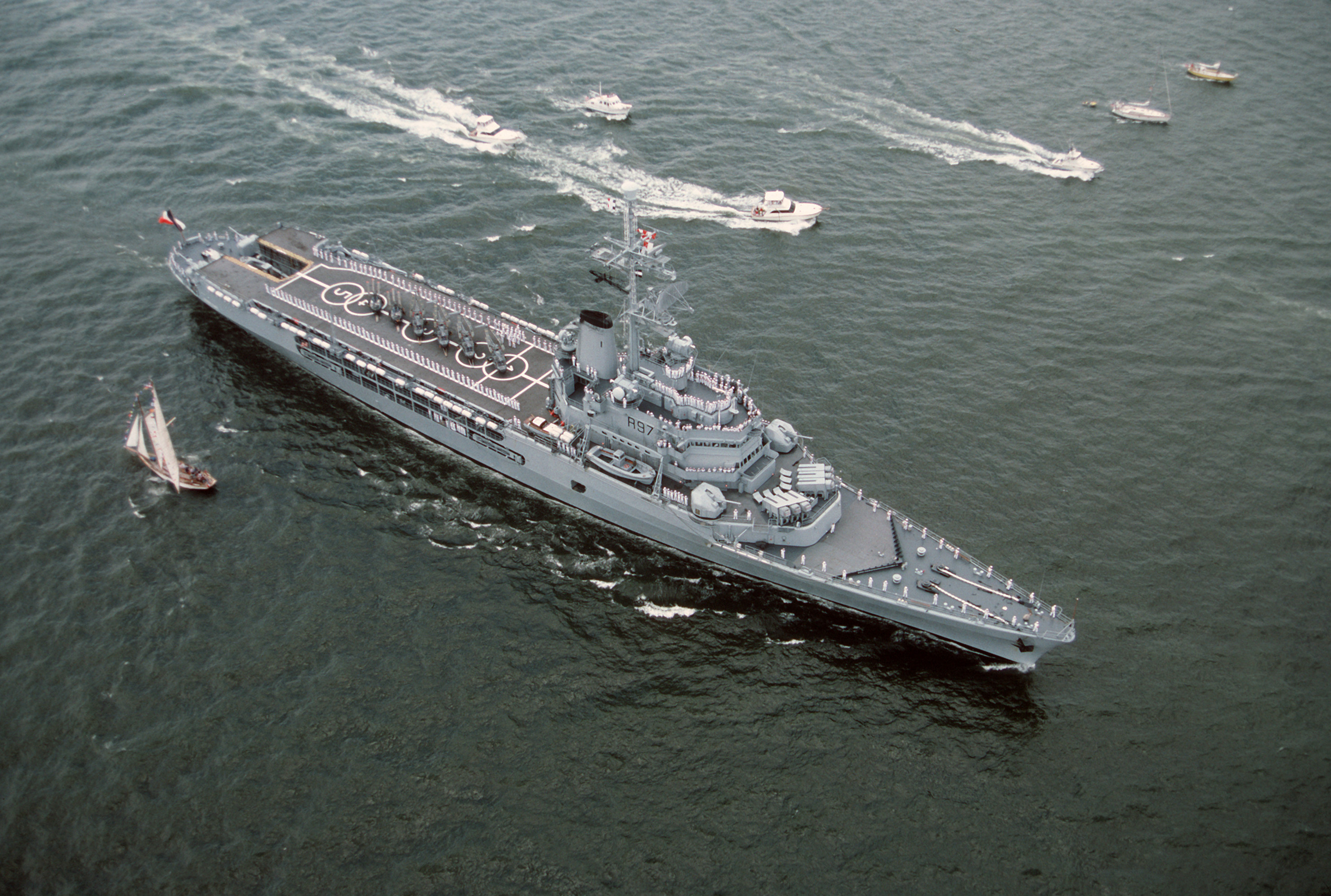
«Жанна д'Арк» у поході, 1986 рік
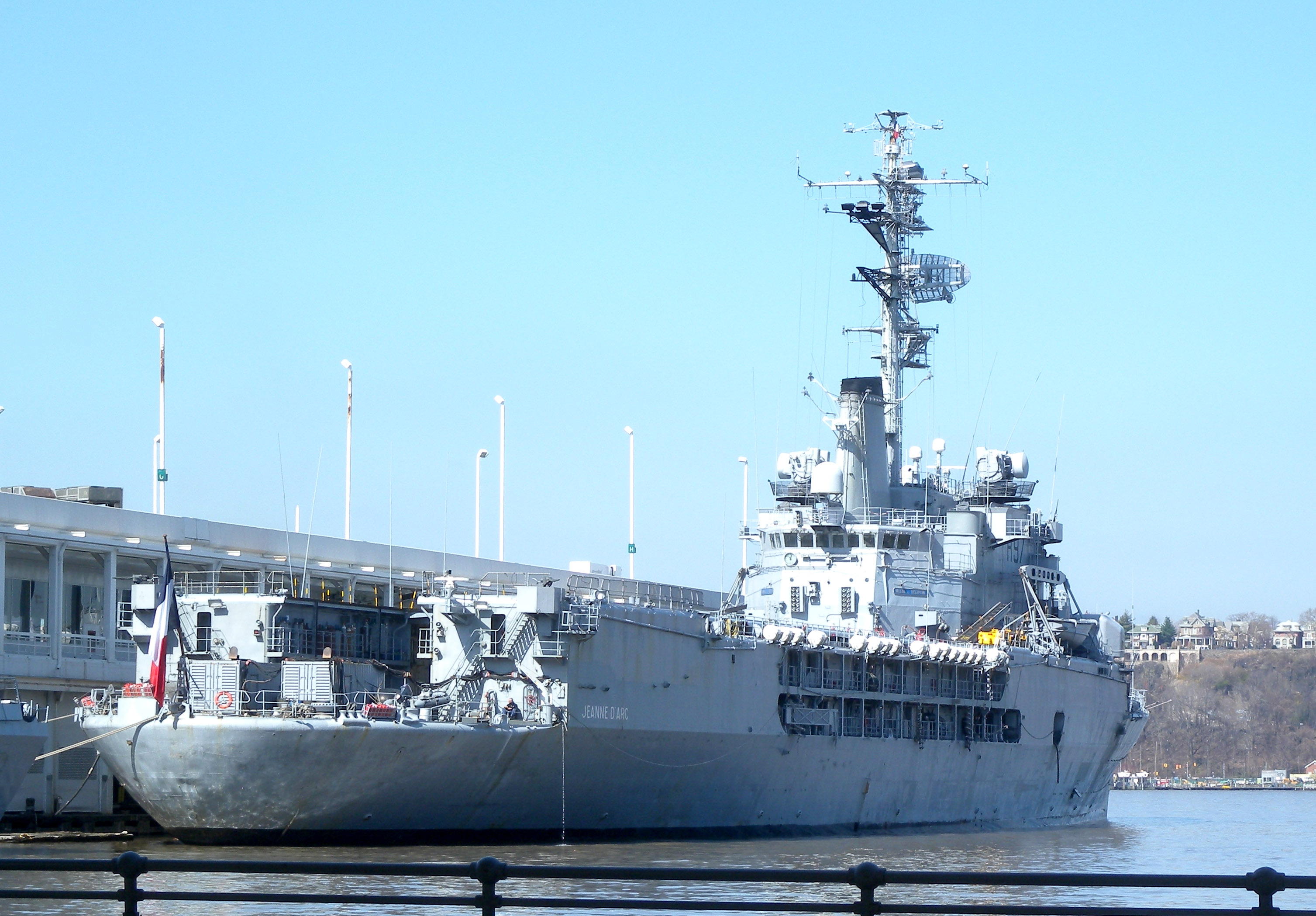
«Жанна д'Арк» в Манхеттені, 2010 рік
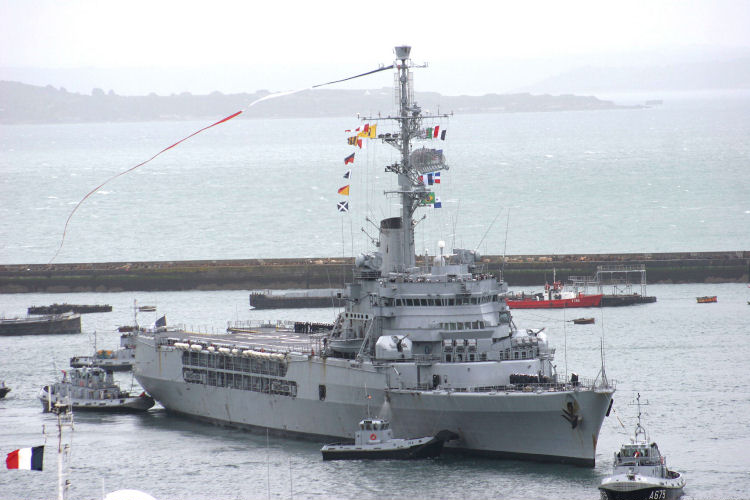
«Жанна д'Арк» в поході, 2006 рік
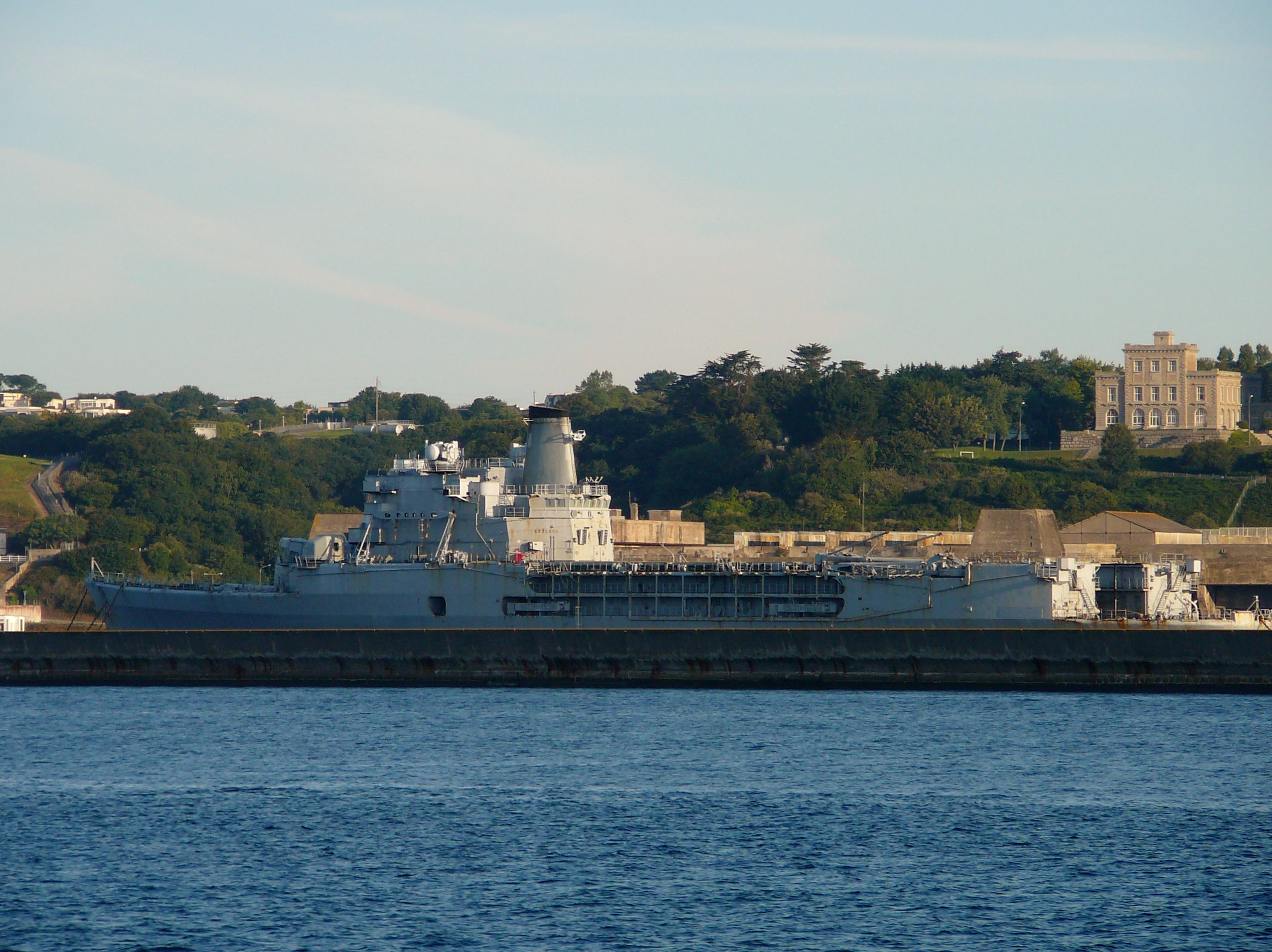
«Жанна д'Арк» під час демонтажу обладнання у Бресті, 2011 рік
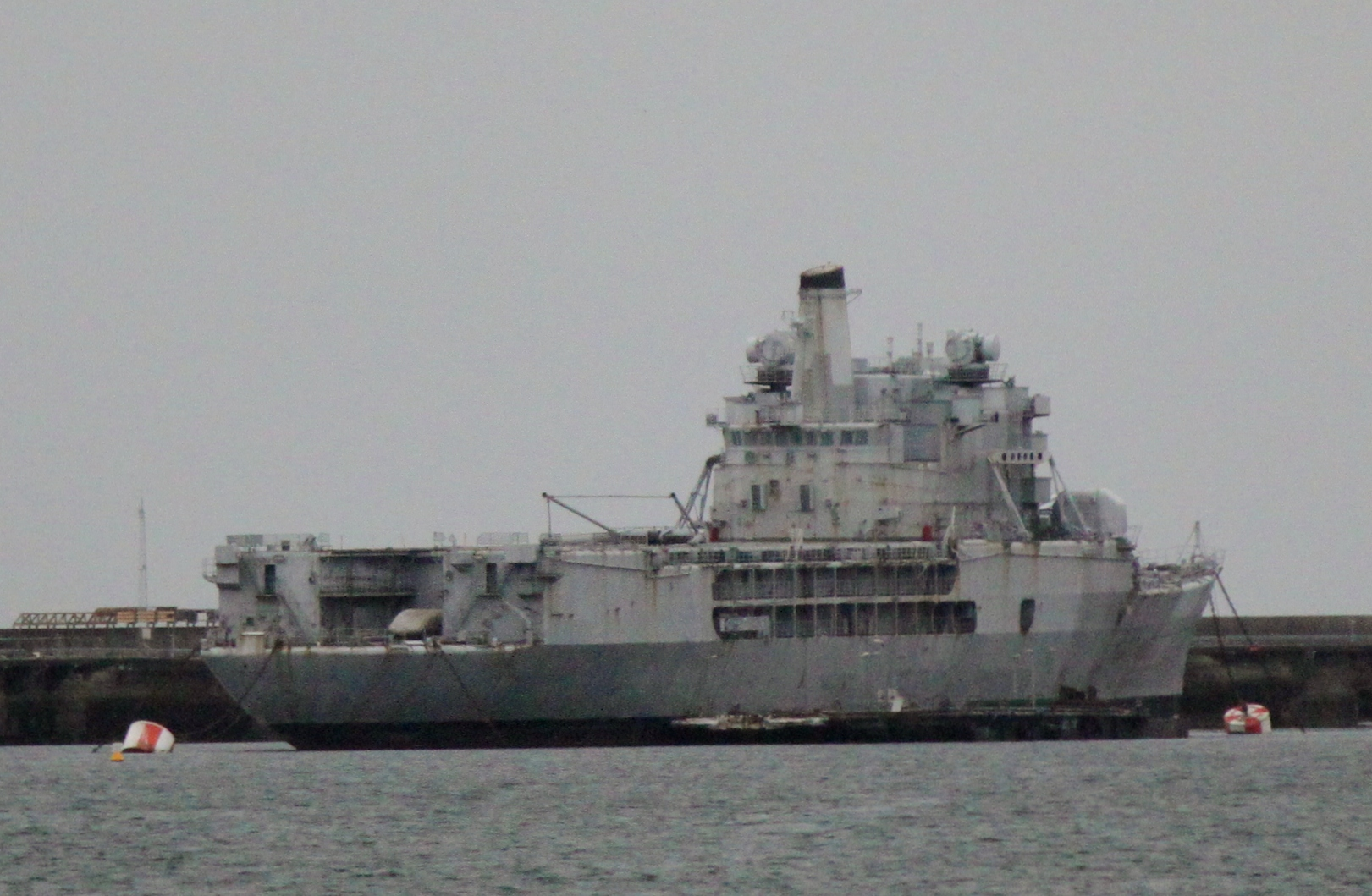
«Жанна д'Арк» під час демонтажу обладнання у Бресті, 2012 рік